# Acacia penninervis
Acacia penninervis é uma espécie de leguminosa do gênero Acacia, pertencente à família Fabaceae.